# 羽鳥重郎
羽鳥重郎（日语：／ Hatori Juro */?，1871年3月6日—1957年3月24日），號眠鰐，日本上野國（今群馬縣）人，基督徒:5、醫學家，長年在日治臺灣防治瘧疾，亦為臺灣恙蟲病的發現者，曾獲贈勳六等瑞寶章:5。其歷任基隆婦人病院代院長、臺灣總督府防疫醫官、臺北廳檢疫委員、臺北州技師、臺灣總督府中央研究所技師、總督府醫院醫長:12、花蓮港廳協議會員等公職，1926年辭官後在花蓮開業。

## 生平

### 早年
羽鳥重郎在明治四年（1871年）1月16日出生於上野國勢多郡富士見村石井（今群馬縣前橋市富士見町石井）:520:4，3歲時其母過世，使家境逐漸變差:31。1877年入讀石井小學校:31，1881年赴群馬縣立中學校就讀:32，然因廢校而退學:8。一年多後離鄉，任成陽醫院及前橋病院的藥劑師，1895年取得醫師執照，在東京順天堂醫院、群馬縣監獄署醫務室等處工作:8:170。1896年功考取東京帝國大學醫學部內科選科生，師從青山胤通:33。1897年4月於東京市立駒込病院（今東京都立駒込病院）擔任助手:33，期間與同事宮尾信治一同研究，檢驗出赤痢桿菌（志賀氏菌屬）的病原體，並將此研究成果發表於《東京醫學會雜誌》，但細菌學家志賀潔比羽鳥早一個月發表論文，故其無法成為第一位發現赤痢桿菌的人物:8:4。
羽鳥因罹患腳氣病卸任助手，1898年擔任日本郵船株式會社船醫:33:8，翌年春天辭職:33。

### 臺灣
1899年羽鳥應募臺灣總督府公醫前往臺灣，任職於臺北衛生試驗室:8:4:33-34，主要工作為檢驗鼠疫桿菌、動物實驗及傳染病研究，亦協助蒐集與調查瘧蚊、豬牛瘟調查、毒蛇的鑑別與研究等；1903年與醫學家木下嘉七郎一同鑑定出7種瘧蚊:8。1906年，其應基隆海港檢疫所長山田寅之助之薦:8，改任臺灣總督府海港檢疫醫官:12，其後代理基隆醫院院長與傳染病院長:8。
1909年臺灣總督府任命羽鳥重郎、倉岡彥助、荒井惠為防疫醫官，羽鳥為了解瘧蚊分布，開始在各地採集與調查，亦致力斷絕瘧蚊棲息來源、根絕帶原者體內原蟲。他在採集時發現的新蚊種被命名為羽鳥斑蚊（Aedes hatori）:8-9。次年6月，羽鳥在北投庄（今臺北市北投區）防治瘧疾，進行原蟲篩檢及脾腫測量，並提倡蚊帳的使用，推行室內外排水及除草等；找出帶原者後，強制其服用藥物並進行追蹤治療，使帶原者數量逐漸減少。因該次防治效果良好，成為官方防疫的重要參考，進而制定出一套雙管齊下的瘧疾撲滅計畫，羽鳥彙整相關成果後，於「第二回熱帶醫學極東會議」上發表:9。1911年，臺灣總督府於瘧疾流行地區花蓮港廳（今花蓮縣）成立瘧疾防遏事務所，羽鳥在該處負責防瘧，至1913年防疫事務交由地方廳管理為止:9。1920年獲贈單光旭日勛章:9。

### 恙蟲
1908年:38，花蓮港及鳳林的密林地帶與木瓜溪沿岸地區有疫病盛行:9，稱作、「木瓜熱」、「鳳林熱」或「不明熱」:39。1914年羽鳥在當地進行臨床實驗，過程中認為鳳林熱與在日本信濃川沿岸流行的恙蟲病非常類似。他便捕捉老鼠解剖觀察，檢查病人身體，終於發現恙蟲病原體，繼而確定鳳林熱爆發之因:9。
研究期間，其發現恙蟲主要宿主雖為老鼠，但哺乳類動物如貓、狗、鳥，均為其寄生對象，此外羽鳥也前往瘧疾流行的山形、秋田、新潟等地考察，捕獲恙蟲進行研究:9。1915年，在東京內科學會發表演說，引起研究瘧疾的英國學者注意。1919年，論文「臺灣恙蟲病」被刊載在利物浦热带医学院期刊上:9-10。

### 訪查
1920年羽鳥擔任臺北州衛生課長，任內於州廳旁設置「臺北州細菌檢查所」，所內設有寄生蟲室、細菌檢查室、鼠疫檢查室、實驗動物飼育室等。其中還設了保菌者收容所，專收傷寒恢復期患者或健康但帶有半永久性傷寒菌者，和其家屬一同被隔離至無菌為止。隔離期間，定期採檢糞便，每月補償生活費:10。其後羽鳥被派赴南洋調查恙蟲病及地方病，並前往中南美洲、美國訪察，返臺後，模仿美國巡迴護士制度，創立「衛生訪問婦」:10。此外也制定流行性腦脊髓膜炎的菌體檢查與隔離方法等:10。

### 辭官

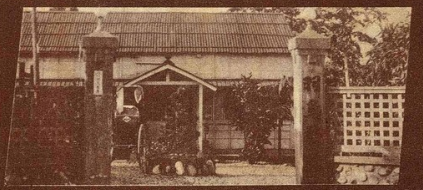
羽鳥醫院

1926年辭官:10，同年7月因研究恙蟲病:40獲取新潟醫科大學（今新潟大學）:10醫學博士學位:12。羽鳥辭官後， 受臺北太田市尹等人推薦，任稻江醫院、仁濟院內科醫師。除治療患者，也持續研究傳染病，發表演講，探討臺灣的散在性發疹熱:10。
1931年，受藥劑師白石太一郎委託，有感於花蓮醫療資源缺乏，加上過去曾在花蓮工作過，遂答應繼承花蓮港的指宿醫院，易名「羽鳥醫院」:10。1939年，羽鳥醫院被隔壁家爆發的火災波及:40，大部份醫療器材及藏書均遭焚毀，當時中日戰爭爆發，物資缺乏且物價翻騰，便決定關閉醫院返回臺北:10。1940年:35前往視察海南:262，1941年奉軍方之命，赴法屬印度支那:40、泰國調查，1945年在柬埔寨研究風土病:35:5。

### 戰後
第二次世界大戰結束後，羽鳥被國民政府留用，任臺灣大學熱帶醫學研究所技師，從事中日藥學史的研究及調查，至1946年12月遭遣返回日本:35、41。
1957年3月24日過世，享壽86歲。

## 身後
羽鳥醫院經整修後，作為咖啡館使用。2016年7月，羽鳥重郎之孫羽鳥重明至該處與屋主賴秋淑交流。
奇美實業創辦人許文龍替羽鳥雕塑銅像，2017年1月7日在咖啡館內揭幕。許文龍共製造兩尊銅像，另一尊位在前橋市。